# Emmett, Kansas
Emmett är en ort i Pottawatomie County i Kansas. Vid 2010 års folkräkning hade Emmett 191 invånare.